# Mineplex
Mineplex là một máy chủ Minecraft minigame. Nó là một trong bảy máy chủ Minecraft: Bedrock Edition hợp tác chính thức với Mojang Studios, các nhà phát triển của Minecraft. Tính đến giữa năm 2016, Mineplex có hàng triệu người chơi duy nhất hàng tháng. Vào thời điểm đỉnh cao nhất, máy chủ có khoảng 20.000 người chơi đồng thời ở hầu hết mọi thời điểm, và phá kỷ lục Guinness thế giới vào ngày 28 tháng 1 năm 2015, vì có 34.434 người chơi đồng thời, nhiều nhất trên máy chủ Minecraft vào thời điểm đó.
Trong Kỷ lục Guinness Thế giới 2016: Gamers Edition, Mineplex được liệt kê là mạng máy chủ Minecraft phổ biến nhất, có 34.434 người chơi trên máy chủ cùng một lúc vào ngày 28 tháng 1 năm 2015. Kỷ lục này đã bị mất vào máy chủ Hypixel cùng năm. Mức độ phổ biến của Mineplex đã giảm nhanh chóng kể từ những năm đỉnh cao và hiện tại máy chủ Java Edition có trung bình khoảng 300-600 người chơi cùng một lúc, trong khi đối tác Bedrock Edition của nó trung bình có hơn 5.000 người chơi.

## Lịch sử
Mineplex được thành lập và tạo ra vào ngày 24 tháng 1 năm 2013, bởi Gregory Bylos và Spujell, trong Minecraft được gọi là "Sterling_" và "Spu_". Máy chủ này là một trong những máy chủ Minecraft lâu đời nhất vẫn đang hoạt động cho đến ngày nay. Máy chủ đã nhận được sự gia tăng lớn về người chơi sau khi YouTuber CaptainSparklez trở thành một phần của nhóm Quyền sở hữu và anh ấy đã đăng video nói về máy chủ. Vào tháng 6 năm 2015, máy chủ đã phá kỷ lục về số người chơi trực tuyến nhiều nhất với 43.033 người chơi đồng thời. Năm 2016, Dallas Mavericks hợp tác với Mineplex để tạo ra Dallas Mavericks World, một minigame cho máy chủ. Theo một thông báo của nhóm, nó sẽ cho phép người chơi tham gia thi đấu xây dựng và chơi một minigame bóng rổ trong một mô hình quy mô đầy đủ của American Airlines Center. The minigame was launched on the server in the summer of 2016 but ultimately failed due to Mineplex's partnership with Mojang Studios. Vào ngày 7 tháng 7 năm 2016, máy chủ Bedrock Edition đã được thành lập để lưu trữ hầu hết các trò chơi Java Editions cho nhiều đối tượng hơn và đã đạt mức cao nhất là 19.000 người chơi đồng thời. Kể từ đó, Mineplex đã dần mất người chơi và tiếp tục như vậy. Mineplex hiện thuộc sở hữu của Ryan Strutton và Jonathan Williams, được biết đến trong Minecraft là "Strutt20" và "defek7".

## Tính năng
Tính năng chính của máy chủ là các minigame khác nhau, bản đồ nhiều người chơi được tùy chỉnh đặc biệt và được sửa đổi nhiều với các mục tiêu khác nhau. Các trò chơi nhỏ này cung cấp cơ chế chơi trò chơi có thể thắng được cho trò chơi thế giới mở. Chúng được chia thành các hạng mục như minigame Classics, Arcade, Champions, Clans và Holiday. Để trả tiền cho máy chủ và sự phát triển của nó, Mineplex bán mỹ phẩm trong trò chơi và các tính năng đặc biệt cho người chơi cũng như giao diện và bản đồ trên Marketplace cho Minecraft Bedrock Edition.